# Cladomelea debeeri
Cladomelea debeeri es una especie de arañas araneomorfas de la familia Araneidae.

## Localización
Esta especie se localiza en Sudáfrica.